# Michał Breitenwald
Michał Breitenwald (ur. 22 lipca 1955 w Miechowie) – polski aktor teatralny i filmowy.

## Życiorys
W 1982 roku zdał egzamin eksternistyczny dla aktorów dramatu w Warszawie. W teatrze debiutował 18 września 1977 roku. Występował na scenach następujących teatrów:
- Teatr im. Aleksandra Fredry w Gnieźnie (1977-79)
- Teatr im. Wilama Horzycy w Toruniu (1979-82)
- Teatr im. Wojciecha Bogusławskiego w Kaliszu (1982-83)
- Teatr Polski w Bydgoszczy (1983-84)
- Teatr Rozmaitości w Warszawie (1984-88)
- Teatr Studio Centrum Sztuki im. S.I. Witkiewicza w Warszawie (teatr Janusza Wiśniewskiego) (1989-94)
- Teatr Komedia w Warszawie (gościnnie) (1995-97)
- Teatr Polski w Bydgoszczy (1997-98)
- Teatr na Woli (gościnnie) (1999-02)
- Teatr Polski w Poznaniu (2000-03)
- Teatr na Woli (gościnnie) (2005-08)
- Teatr Polski w Szczecinie (gościnnie) (2007-do dziś)
- Teatr „Polonia” w Warszawie (gościnnie) (2006-do dziś)

## Filmografia
- 1983: Mgła – Mietek
- 1985: Temida – dziennikarz na sali sądowej (odc. 3)
- 1988: Generał Berling – oficer NKWD
- 1991: Kuchnia polska – tajniak pod domem Kowalczyka
- 1991: Kuchnia polska (serial) – tajniak pod domem Kowalczyka (odc. 1)
- 1991: Pogranicze w ogniu – funkcjonariusz NSDAP (odc. 23)
- 1991: Siódme piekło – lekarz, kolega Therese
- 1993: Dwa księżyce – Staszek Wojtalik
- 1993: Wynajmę pokój... – kolega Olka, organizator imprezy narkotykowej
- 1993: Nowe przygody Arsena Lupina
- 1995: Ekstradycja – oficer policji
- 1995-1996: Honor dla niezaawansowanych – kierownik zakładu pogrzebowego (odc. 1); Zenobi Dorożyński (odc. 8)
- 1995: Horror w Wesołych Bagniskach – sołdat
- 1995: Młode wilki – Słomka
- 1995: Pestka – mężczyzna na przyjęciu u Sabiny
- 1995: Sukces – robotnik na budowie Centrum Rekreacyjnego (odc. 6)
- 1995: Les Milles – oficer francuski grający w lotki
- 1996: Ekstradycja 2 – oficer policji (odc. 3)
- 1997: Boża podszewka – Rosjanin
- 1997: Wojenna narzeczona – oficer niemiecki (odc. 1)
- 1997: Dom – mechanik w FSO (odc. 20)
- 1997-2010: Klan – klient agencji towarzyskiej „Desdemona”
- 1998: Z pianką czy bez – pijaczek (odc. 4)
- 1999: Pan Tadeusz – domownik Sędziego
- 1999: Pierwszy milion – właściciel komisu RTV
- 1999: Wrota Europy – Żyd w chederze
- 1999: Wszystkie pieniądze świata – żandarm
- 2000: 13 posterunek 2 (odc. 15)
- 2000: Avalon – „Murphy” z zespołu „Dziewięć Sióstr”
- 2000: Klasa na obcasach – lekarz Artur
- 2000-2008: Na dobre i na złe – Jan Kalinowski, urzędnik Ministerstwa Zdrowia (odc. 52 i 54); audytor (338-343)
- 2000: Wyrok na Franciszka Kłosa – bileter
- 2001: Marszałek Piłsudski – delegat Rady Żołnierskiej (odc. 4)
- 2002-2003: Kasia i Tomek – znajomy Stefana (głos) (seria I); żebrak z drobnymi (odc. 5, seria III)
- 2002-2010: Samo życie – Michał Grzybowski, nauczyciel chemii w CVIII Liceum Ogólnokształcącym
- 2002: Wiedźmin – strażnik miejski (odc. 12)
- 2003: Powiedz to, Gabi – tenisista
- 2004: Dziupla Cezara – klient bistra (odc. 8)
- 2004-2006: Kryminalni – wywiadowca (odc. 9); mecenas Bilski, adwokat „Rotgera” (odc. 57)
- 2004-2011, 2022: M jak miłość – portier (odc. 215); ślusarz (odc. 286); Bronisław Jakubczyk, biologiczny ojciec Uli Mostowiak
- 2006: Nadzieja – strażnik więzienny
- 2007: Barwy szczęścia – majster w domu Kasi (odc. 3)
- 2007: Braciszek – głos
- 2007: Daleko od noszy – pacjent (odc. 138)
- 2007: Dwie strony medalu – Rościsław Witz, znajomy Rybickiego (odc. 81)
- 2007: Faceci do wzięcia – sędzia (odc. 28)
- 2007: Glina – właściciel autokomisu (odc. 15)
- 2007: Szkiełko – Ojciec
- 2007: Latarnik – policjant
- 2008-2009: Czas honoru – oficer SS w szpitalu (odc. 2), SS-mann (odc. 15 i 16)
- 2008: Skorumpowani
- 2008: Skorumpowani (serial)
- 2009: Piksele – naczelny gazety
- 2009: Tam i z powrotem
- 2010: Pierwsza miłość – Edward, bezdomny koczujący w opuszczonej fabryce we Wrocławiu-Psie Pole
- 2010: Dancing for you – Jakub
- 2010: Joanna
- 2010: Ojciec Mateusz – Koman, pracownik fabryki w Ćmielowie (odc. 60)
- 2010: 1920. Wojna i miłość – tajniak (odc. 4 i 7)
- 2011: Układ warszawski – ordynator (odc. 2)
- 2012–2014: Prawo Agaty – adwokat
- 2012: Hans Kloss. Stawka większa niż śmierć – doktor Krause
- 2013: Komisarz Alex – Dragan (odc. 46)
- 2014: Na sygnale (serial paradokumentalny) – menel
- 2016: Pierwsza miłość – Antoni

### Teatr Telewizji
- 1992: Ulica Krokodyli (Wujek „Wiecie M”)
- 1994: Anielka (Walenty lokaj pana Jana)
- 1994: Podróż Trzech Króli (Poparzony Agnostyk)
- 1995: Don Kichot
- 1995: Hernani (Don Ricardo)
- 1995: Ścieżki Chwały (Porucznik Arnoud)
- 1995: Tommaso Del Cavaliere (Celnik)
- 1995: Złoty Garniec (Majordomus)
- 1996: Czytadło
- 1997: Ksiądz Marek
- 1997: Mroczne Zaułki Na Kępie Kimballa
- 1997: Wniebowstąpienie
- 1998: Młodość Bez Młodości (Świadek)
- 2003: Pasożyt (Gagarin)
- 2004: Cyjanek O Piątej (Mężczyzna w oknie)
- 2004: Pamiętnik z Powstania Warszawskiego
- 2007: Oskarżeni. Śmierć sierżanta Karosa
- 2007: Doktor Halina (Dyrektor Archiwum)
- 2007: Sprawa Emila B

## Nagrody i odznaczenia
- Wyróżnienie za rolę Błazna w „Wieczorze Trzech Króli” podczas XXVI FTPP w Toruniu (1984)
- Dyplom honorowy „Dziennika Wieczornego” w Bydgoszczy za rolę Błazna w „Wieczorze Trzech Króli” (1984)